# World Team Challenge 2011
World Team Challenge 2011 var den tionde upplagan av den från världscupen fristående årliga skidskyttetävlingen i mixstafett som avgjordes den 29 december 2011 inne på och strax utanför fotbollsstadion Veltins-Arena i Gelsenkirchen, Tyskland.
Vann tävlingen gjorde det svensk/finska paret Carl Johan Bergman och Kaisa Mäkäräinen före Valj Semerenko och Serhij Sednev, Ukraina.
Tio lag med tjugo tävlande från nio olika europeiska länder ställde upp i tävlingen. 
2011 var första gången ett svenskt par tävlade i World Team Challenge. Det svenska laget bestod av Helena Ekholm och Björn Ferry. Carl Johan Bergman tävlade med finskan Kaisa Mäkäräinen i ett kombinationslag för Finland och Sverige.
I Sverige stod SVT för sändningarna.

## Resultat efter Masstarten
| Plats | Namn                                        | Land              | Startnummer | Tid     |
| ----- | ------------------------------------------- | ----------------- | ----------- | ------- |
| 1     | Helena Ekholm och Björn Ferry               | Sverige           | 1           | 33:05,6 |
| 2     | Marie Laure Brunet och Vincent Jay          | Frankrike         | 8           | +11,1   |
| 3     | Kaisa Mäkäräinen och Carl Johan Bergman     | Finland / Sverige | 5           | +13,7   |
| 4     | Valj Semerenko och Serhij Sednev            | Ukraina           | 2           | +24,3   |
| 5     | Iris Waldhuber och Christoph Sumann         | Österrike         | 7           | +26,7   |
| 6     | Michela Ponza och Lukas Hofer               | Italien           | 10          | +27,6   |
| 7     | Franziska Hildebrand och Andreas Birnbacher | Tyskland          | 3           | +40,0   |
| 8     | Andrea Henkel och Michael Greis             | Tyskland          | 9           | +53,6   |
| 9     | Jana Romanova och Andrej Makovejev          | Ryssland          | 4           | +1:51,5 |
| 10    | Selina Gasparin och Benjamin Weger          | Schweiz           | 6           | +2:20,0 |

## Slutresultat efter Jaktstarten
| Plats | Namn                                        | Land              | Startnummer | Tid     |
| ----- | ------------------------------------------- | ----------------- | ----------- | ------- |
| 1     | Kaisa Mäkäräinen och Carl Johan Bergman     | Finland / Sverige | 5           | 32:28,0 |
| 2     | Valj Semerenko och Serhij Sednev            | Ukraina           | 2           | +4,0    |
| 3     | Helena Ekholm och Björn Ferry               | Sverige           | 1           | +6,4    |
| 4     | Michela Ponza och Lukas Hofer               | Italien           | 10          | +49,5   |
| 5     | Marie Laure Brunet och Vincent Jay          | Frankrike         | 8           | +1:02,9 |
| 6     | Andrea Henkel och Michael Greis             | Tyskland          | 9           | +1:15,6 |
| 7     | Franziska Hildebrand och Andreas Birnbacher | Tyskland          | 3           | +1:32,5 |
| 8     | Iris Waldhuber och Christoph Sumann         | Österrike         | 7           | +2:06,9 |
| 9     | Selina Gasparin och Benjamin Weger          | Schweiz           | 6           | +2:55,9 |
| 10    | Jana Romanova och Andrej Makovejev          | Ryssland          | 4           | +3:04,1 |